# High Dynamic Range Image

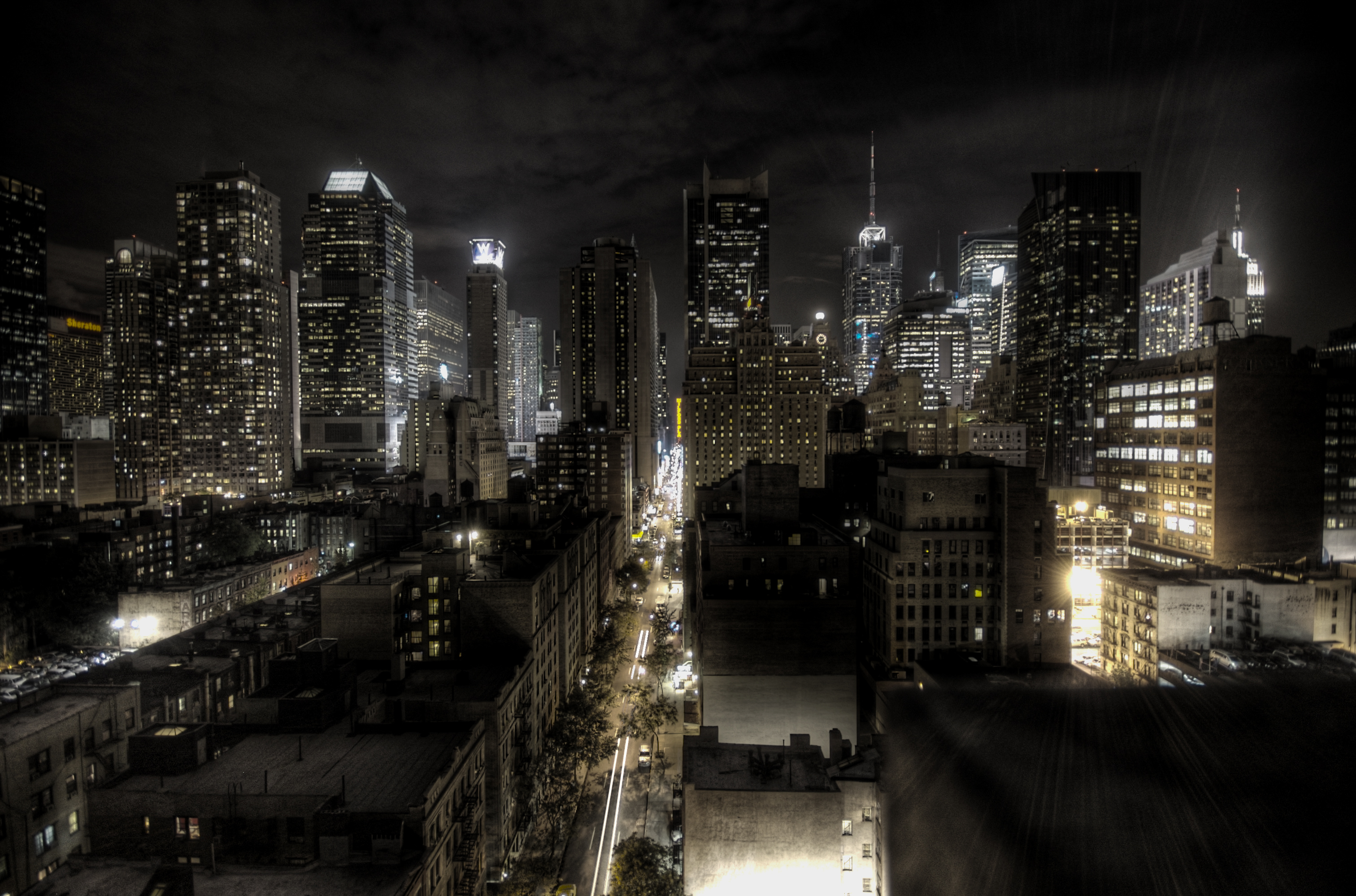
Mittels Belichtungsreihe erstellte Nachtaufnahme von New York

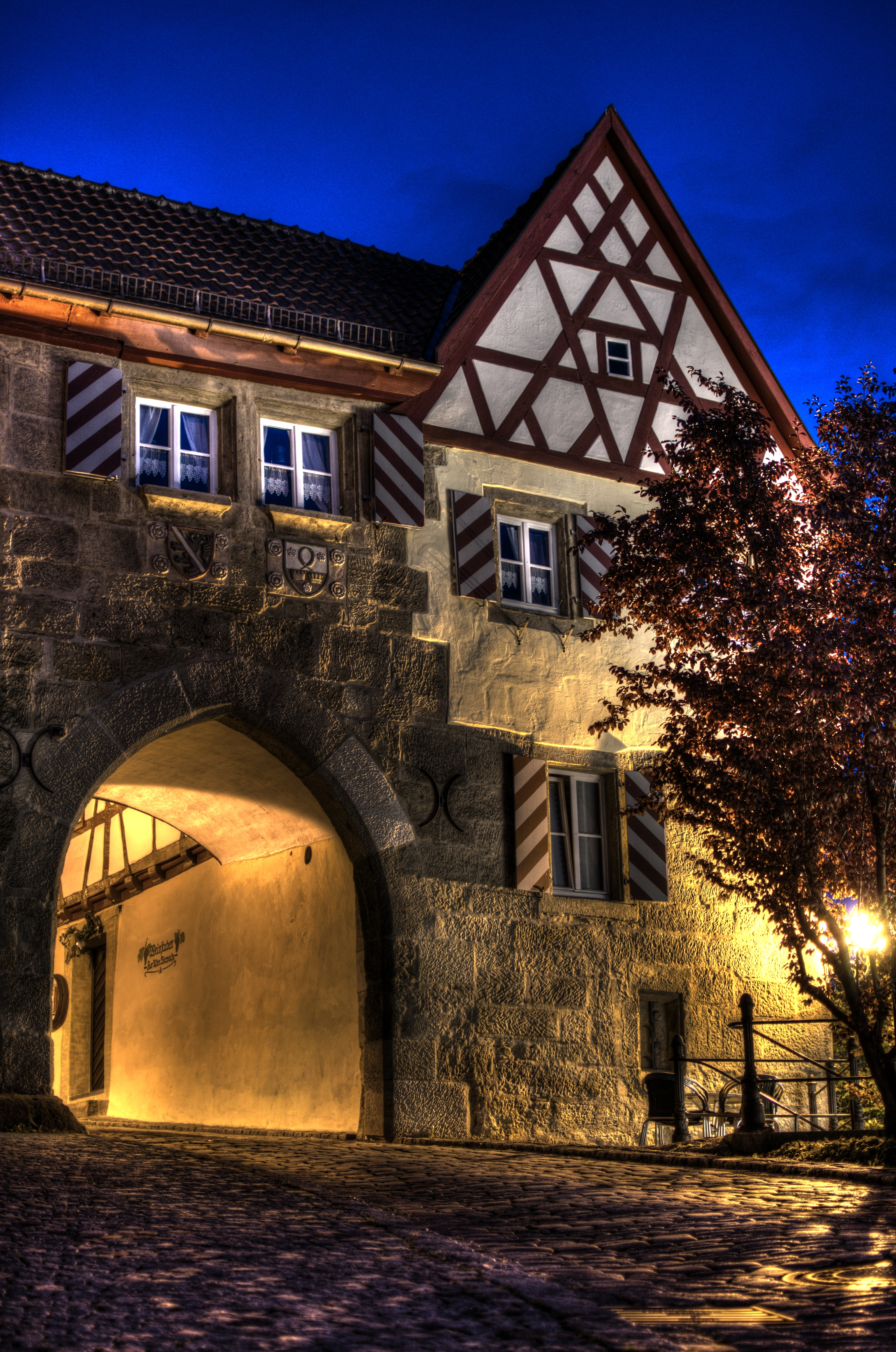
Bamberger Tor bei Nacht in Kronach. Belichtungsreihe aus drei Bildern.

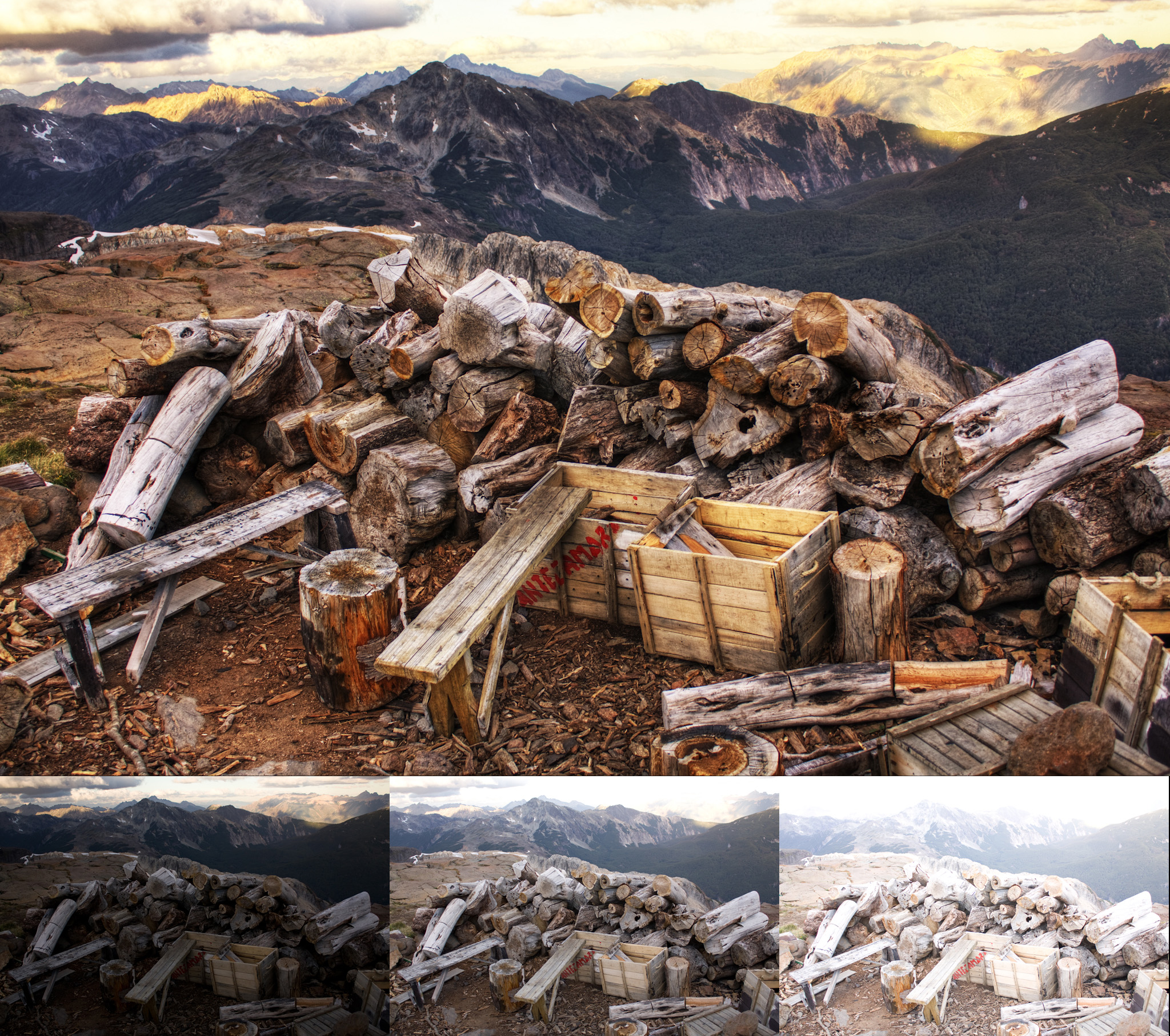
HDR-Bild, zusammengestellt aus 3 Bildern

Unter High Dynamic Range Image (HDRI, HDR-Bild, „Bild mit hohem Dynamikumfang“) oder Hochkontrastbild versteht man verschiedene Techniken zur Aufnahme und Wiedergabe von Bildern mit großen Helligkeitsunterschieden ab etwa 1:1000. Klassische Bilder werden, wenn diese zu HDR abgegrenzt werden sollen, als Standard Dynamic Range oder Low Dynamic Range Images bzw. SDR- oder LDR-Bilder bezeichnet.
HDR-Bilder können von vielen Kameras direkt aufgenommen, aus Belichtungsreihen von Fotos mit normalem Dynamikumfang (low dynamic range, LDR) erzeugt oder als 3D-Computergrafiken direkt berechnet werden. Auf üblichen (TFT-)Bildschirmen und Medien und/oder bei Umgebungslicht können sie nur eingeschränkt direkt dargestellt werden – sie müssen zur Darstellung im Helligkeitskontrast reduziert werden. Dieser Vorgang wird Dynamikkompression (englisch tone mapping) genannt. Ungeachtet dieser Einschränkung können ausgehend von HDR-Bildern Über- und Unterbelichtungen vermieden, Bilddetails besser erhalten und weiterreichende Bildbearbeitungen vorgenommen werden. Nicht nur die Fotografie und Computergrafik, sondern auch Anwendungen wie die Medizin oder virtuelle Realität nutzen diese Vorteile.
Die Darstellung von HDR-Fotografien reicht von sehr natürlichen und unauffälligen Darstellungen bis hin zu impressionistischen oder artefaktreichen künstlerischen Fotografien mit als übertrieben empfundenen Farben und unübersehbaren Halos.

## Prinzip

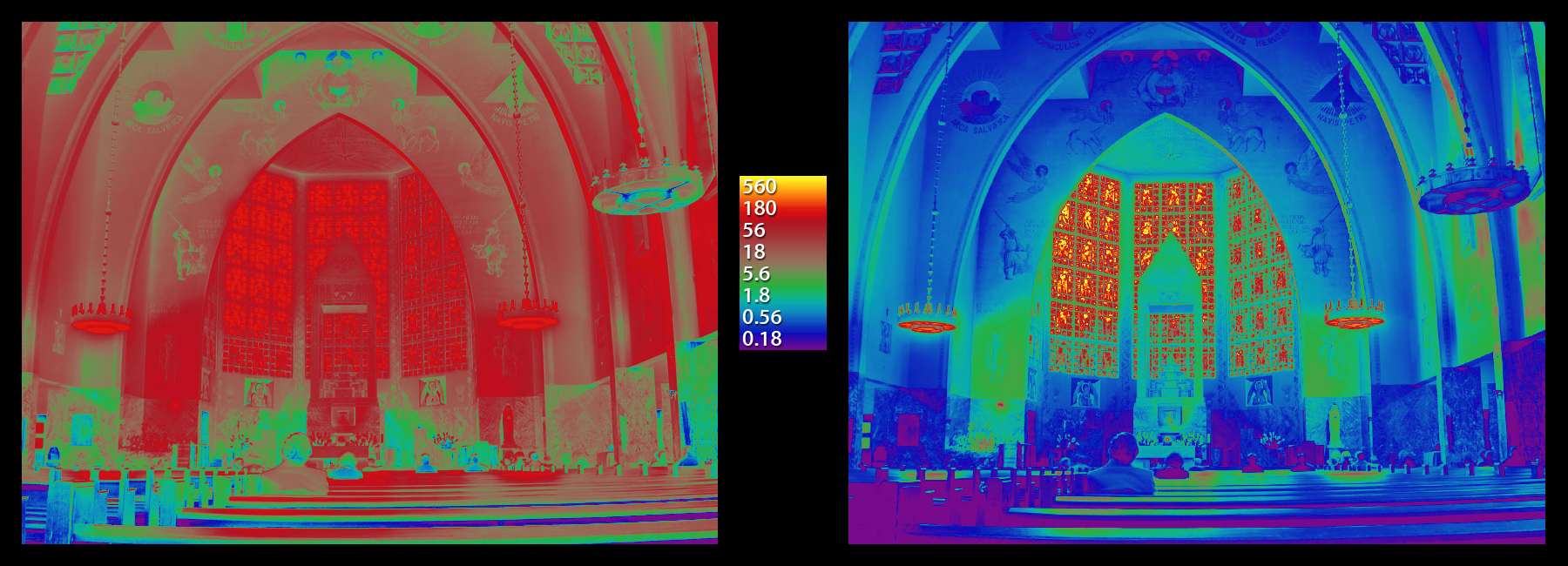
Falschfarbendarstellung der in einem herkömmlichen LDR-Bild (links) und einem HDR-Bild (rechts) gespeicherten Helligkeit. Während das LDR-Bild nur 256 verschiedene Helligkeitsstufen umfasst, reichen die Werte beim HDR-Bild von 0,18 bis 560. Das HDR-Bild berücksichtigt insbesondere Details in hellen Bereichen, die beim LDR-Bild gesättigt erscheinen.

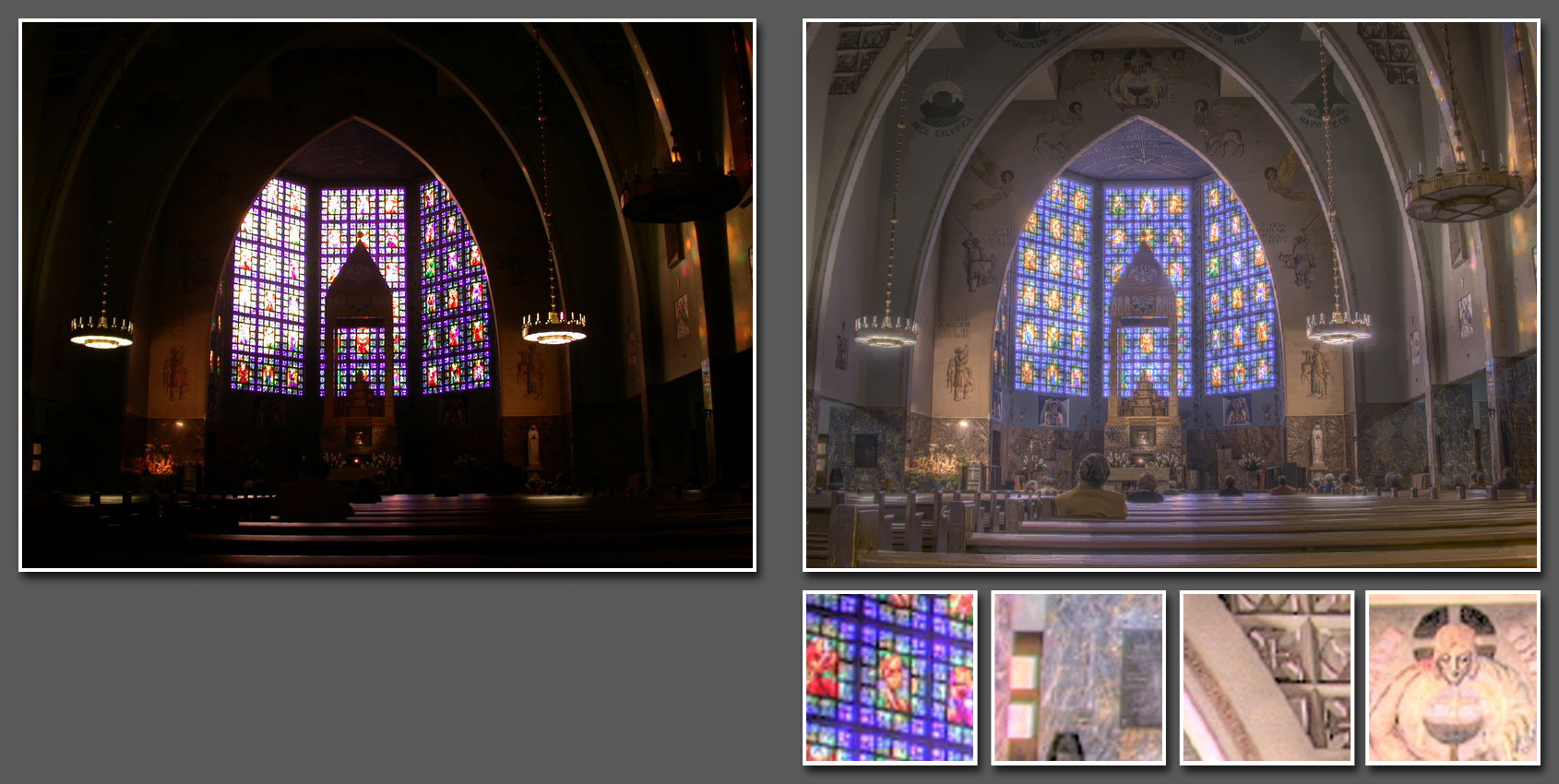
Vergleich einer Einzelaufnahme mit einer Kompaktkamera (links) und eines HDR-Bildes nach Tone Mapping (rechts). Die Bildausschnitte auf der rechten Seite wurden individuell dynamikkomprimiert.

Die meisten digitalen Bilder verwenden nur 256 Helligkeitsstufen (8 Bit) für jeden der Rot-, Grün- und Blau-Farbkanäle. Diese Farbtiefe reicht oftmals nicht aus, um die in natürlichen Szenen vorkommenden Helligkeitsunterschiede wiederzugeben. Höhere Farbtiefen werden üblicherweise kaum verwendet, da Bildschirme und Druckmedien zu deren Darstellung ohnehin nicht fähig sind.
Die von einer Kamera oder einem Betrachter aus sichtbare Umgebung weist typischerweise einen Dynamikumfang (Verhältnis von größter und kleinster Leuchtdichte) in der Größenordnung von 10.000:1 auf. Der Dynamikumfang kann wesentlich größer sein, wenn eine Lichtquelle sichtbar ist oder sowohl ein Innenraum als auch ein vom Sonnenlicht erhellter Außenbereich zu sehen sind. Die menschliche visuelle Wahrnehmung ist in der Lage, sich Lichtverhältnissen anzupassen, die über nahezu zehn Größenordnungen (ein Faktor von 1010) reichen; innerhalb einer Szene sind bis zu ungefähr fünf Größenordnungen gleichzeitig sichtbar.
Im Gegensatz zur visuellen Wahrnehmung leiden Fotografien, die mit herkömmlichen Digitalkameras erzeugt wurden, häufig an Über- und Unterbelichtungen. Beim High Dynamic Range Imaging werden Bilddateien mit einem Dynamikumfang erzeugt, der die in der Natur vorkommenden Helligkeiten in ihrer Gesamtheit besser erfassen kann. Die Pixelwerte stehen dabei in proportionalem Verhältnis zur tatsächlichen Leuchtdichte. Erst bei der Darstellung eines HDR-Bildes wird dessen Helligkeitsumfang geeignet reduziert. Auch wenn nach wie vor fast alle Bildschirme einen geringen Helligkeitsumfang besitzen, bieten HDR-Bilder Vorteile; so etwa bleiben ausgehend von HDR-Bildern Details in sehr dunklen und hellen Bereichen erhalten.

## Geschichte und Anwendungen
Die physikalisch basierte Bildsynthese („Rendering“) war die vielleicht erste Anwendung von HDR-Bildern. Die von Greg Ward Larson ab 1985 entwickelte Rendering-Software Radiance verwendete intern Gleitkommazahlen zur Speicherung von Helligkeitswerten. Um die gerenderten Bilder speichern zu können, ohne dass Helligkeitsinformationen verloren gingen, entwickelte Ward das Radiance-HDR-Format. Auch Paul Debevec befasste sich mit HDR-Techniken, als er zur Simulation von Bewegungsunschärfe bei einer Computeranimation bewegte Glanzlichter mit hohem Dynamikumfang abspeicherte. Bereits 1968 hatten Oppenheim und andere in einem anderen Zusammenhang den ersten Tone-Mapping-Operator veröffentlicht; die dort vorgestellten Prinzipien wurden von einigen neueren Operatoren wiederentdeckt.
Die Anwendungen von High Dynamic Range Imaging umfassen folgende Bereiche:
- Bildsynthese. Bei physikalisch basierten Renderern müssen Helligkeitswerte mit einem hohen Dynamikumfang repräsentiert werden, um die Wechselwirkung von Licht und Materialien innerhalb einer kontrastreichen 3D-Szene korrekt zu berechnen. Bei Anwendungen wie der Architektursimulation müssen außerdem absolute radiometrische Werte berechnet werden, um Beleuchtungsverhältnisse korrekt einzuschätzen. Weiterhin ist es möglich, 3D-Szenen von HDR-Bildern beleuchten zu lassen (Image-based Lighting). Neuere Grafikkarten beherrschen rudimentäres HDRI in Echtzeit, was vor allem für Computerspiele interessant ist.

- Digitalfotografie. In der Digitalfotografie vermeiden HDR-Aufnahmen Über- und Unterbelichtungen und erlauben einen unproblematischen softwarebasierten Weißabgleich.[10] Hersteller haben den Dynamikumfang ihrer Bildsensoren zwar im Laufe der Zeit erhöht, der Dynamikumfang von HDR-Bildern wird jedoch bisher nur von wenigen Spezialkameras erreicht. Um HDR-Bilder mit herkömmlichen Kameras zu erzeugen, ist zusätzlicher Arbeitsaufwand erforderlich.

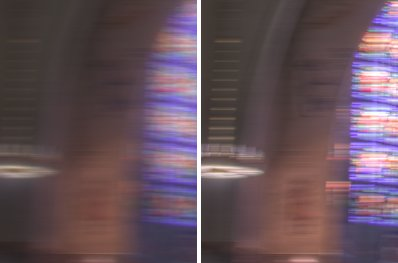
Anwendung eines Bewegungsunschärfe-Filters, links auf ein LDR-Bild, rechts auf ein HDR-Bild (Resultat nach Tone Mapping). Durch die Speicherung der korrekten Helligkeitsinformationen beim HDR-Bild wirkt das Ergebnis naturgetreuer, ähnlich einer tatsächlichen Verwacklung der Kamera.

- Bildbearbeitung. Neuere Versionen einiger Bildbearbeitungsprogramme können HDR-Bilder direkt bearbeiten. Dies erlaubt es, Helligkeits-, Kontrast- und Farbänderungen vorzunehmen, ohne dass es zu Verlusten in Form von gesättigten Pixelwerten kommt. Effekte und Filter wie etwa Weichzeichner wirken ausgehend von HDR-Bildern realistischer, insbesondere bei Glanzlichtern.

- Digitales Kino und Video. Die Projektion von digitalen Kinofilmen mit mittelgroßem Dynamikumfang ist absehbar; Produktion und Bearbeitung derartiger Filme wird jedoch in einem HDR-Format erfolgen.[11] MPEG-4-kompatible Kodierungen für HDR-Videodaten wurden bereits vorgeschlagen.[12] Siehe auch High Dynamic Range Video.

- Virtuelle Realität. Herkömmliche Panoramabilder und virtuelle Umgebungen, die über das World Wide Web geladen und interaktiv erkundet werden, leiden besonders unter Über- und Unterbelichtungen. Wenn Panoramen als HDR-Bilder vorliegen, können die zu einem bestimmten Zeitpunkt sichtbaren Bildausschnitte individuell dynamikkomprimiert werden, was eine natürlichere Bildwirkung erzeugt.

- Überwachungssysteme und maschinelles Sehen. Die Fähigkeit, gleichzeitig innerhalb und außerhalb von Gebäuden Bilddetails wiederzugeben, ist besonders bei Überwachungskameras sinnvoll.[13] Auch beim maschinellen Sehen ist die Robustheit von HDR-Kameras gegenüber extremen Lichtverhältnissen von Vorteil.

- Medizin. In der Endoskopie besteht ein Bedarf an möglichst kleinen Bildsensoren, die auch bei geringer Helligkeit hochwertige Bilder liefern. So etwa liefert ein Prototyp eines im Rahmen des europäischen IVP-Projekts entwickelten Sensors bei kleinsten Abmessungen einen Dynamikumfang von über 100 dB.[14] Für die Augenheilkunde werden künstliche Retinae entwickelt, die bei sehbehinderten Menschen die Sehzellen der Netzhaut stimulieren und ebenfalls einen hohen Dynamikbereich aufweisen.

- Architektur und Lichtdesign. Selbst ohne fotometrische Kalibrierung bieten HDRIs ein ausreichend präzises Abbild der Lichtverteilung in einer Szene. Indem maßstabsgerechte Architekturmodelle fotografiert werden, können so quantitative Aussagen über die Helligkeitsbedingungen in einem geplanten Gebäude gemacht werden.[15]

## Speicherung

### Kodierung
Es gibt zwei gebräuchliche Möglichkeiten, die Pixelwerte in HDR-Bildern geräteunabhängig zu kodieren. Idealerweise nähern sich HDR-Kodierungen dem nichtlinearen Sinneseindruck des Auges auf Helligkeiten an. Dadurch wird vermieden, dass unterschiedliche Helligkeiten im Bild mit scheinbar unterschiedlicher Präzision kodiert werden und es zu sichtbaren Farbabstufungen kommt.
Eine Möglichkeit ist die logarithmische Kodierung, die Helligkeiten gemäß folgender Formel dekodiert:
{\displaystyle I_{\mathrm {out} }=I_{\mathrm {min} }\left({\frac {I_{\mathrm {max} }}{I_{\mathrm {min} }}}\right)^{v}}
{\displaystyle v} ist hierbei die normalisierte kodierte Helligkeit, die Werte zwischen 0 und 1 annehmen kann. Aufeinanderfolgende Werte in dieser logarithmischen Kodierung haben ein konstantes Verhältnis von {\displaystyle \textstyle {\sqrt[{N-1}]{\frac {I_{\mathrm {max} }}{I_{\mathrm {min} }}}}}, wobei N die Anzahl der Quantisierungsschritte ist.
HDR-Daten können auch mittels einer Kombination aus Mantisse und Exponent (als Gleitkommazahlen) kodiert werden. Aufeinanderfolgende Gleitkommazahlen haben kein konstantes Verhältnis, sondern folgen einem sägezahnförmigen Verlauf. Damit die Farbquantisierung unsichtbar bleibt, darf die relative Abstufung (Differenz zwischen zwei aufeinanderfolgenden Helligkeitswerten, geteilt durch den Wert) 1 % nicht überschreiten.
Weitere Eigenschaften von HDR-Kodierungen neben der relativen Abstufung sind der Farbraum und die Farbtiefe. Auf die Speicherung der absoluten Leuchtdichte (in der Einheit cd/m²) wird oft verzichtet.

### Formate

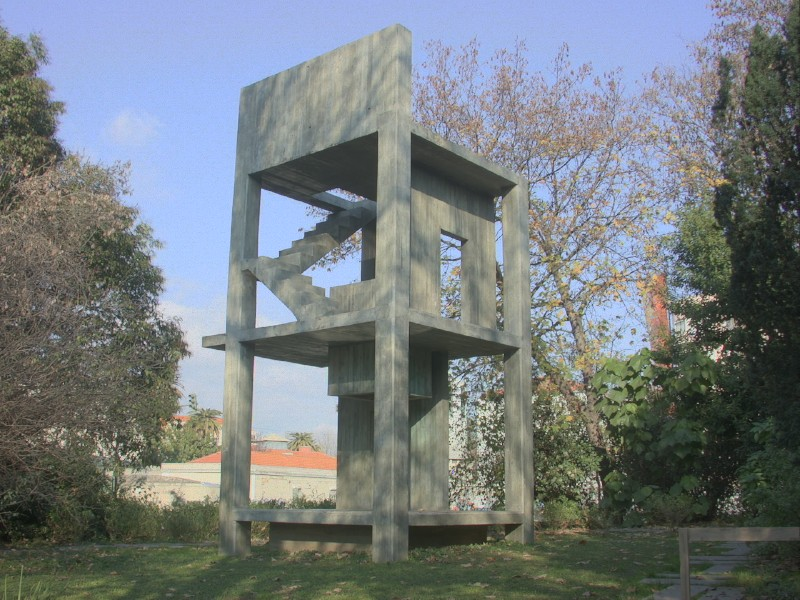
Ein JPEG-HDR-Bild, das hier dynamikkomprimiert angezeigt wird; die Datei enthält HDR-Daten

Von der Kodierung der Pixelwerte ist das verwendete Grafikformat zu unterscheiden, das bestimmt, in welche zusätzlichen Datenstrukturen die eigentlichen Bilddaten eingebettet werden. Einige HDR-Formate unterstützen mehrere Kodierungen.
Die von den meisten Programmen unterstützten HDR-Formate sind verlustfrei komprimiert. Es wurde jedoch auch eine Erweiterung des JPEG-Formates zur verlustbehafteten Speicherung mit geringer Dateigröße entwickelt. Dieses „JPEG-HDR“-Bild speichert eine dynamikkomprimierte Version eines HDR-Bildes als gewöhnliche JFIF-Datei, fügt aber in einem zusätzlichen Marker ein Verhältnisbild hinzu, das die HDR-Informationen kodiert. JPEG-HDR ist ebenso wie andere JPEG-Formate für HDR-Bilder, etwa Kodaks ERI-JPEG oder das von der Software Panorama Tools verwendete FJPEG, zurzeit (2009) wenig verbreitet.
Die herstellerabhängigen, internen Dateiformate von Digitalkameras (Rohdatenformate oder Raw-Formate) bieten mit 10 bis 14 Bit (linear kodiert, meist mit Offset, 1:1.024 bis 1:15.360) eine ähnliche Dynamik wie gewöhnliche sRGB-8-Bit-Bilder (nicht linear kodiert, 1:3.300), erreichen aber bei weitem nicht den Dynamikumfang von HDR-Bildern. Sie können noch als LDR-Formate oder allenfalls als Medium Dynamic Range, Formate mit mittelgroßem Dynamikumfang, bezeichnet werden. Dessen ungeachtet ist es möglich, Raw-Dateien in HDR-Formate zu konvertieren. Die als IEC-Norm veröffentlichte scRGB-Kodierung weist ebenfalls nur einen mittelmäßigen Dynamikumfang auf.
| Format                                                                         | Kodierung              | Komprimierung                | Farbraum      | Format (Bit pro Pixel)                       | max. Dynamik (Blendenstufen) | Relative Abstufung                                       |
| ------------------------------------------------------------------------------ | ---------------------- | ---------------------------- | ------------- | -------------------------------------------- | ---------------------------- | -------------------------------------------------------- |
| Radiance HDR (.hdr, .pic)                                                      | RGBE                   | RLE                          | RGB           | 3×8 bit linear RGB, 8 bit Exponent           | 000256                       | 0,39... 0,78 %                                           |
| Radiance HDR (.hdr, .pic)                                                      | XYZE                   | RLE                          | (CIE)XYZ      | 3×8 bit linear XYZ, 8 bit Exponent           | 000256                       | 0,39... 0,78 %                                           |
| TIFF (.tif, .tiff)                                                             | LogLuv24 (L logarith.) | keine                        | LogLuv        | 10 bit Helligkeit, 14 bit Farbartsignal      | 000016                       | 1,09 %                                                   |
| TIFF (.tif, .tiff)                                                             | LogLuv32 (L logarith.) | RLE                          | LogLuv        | 15+1 bit Helligkeit, 2×8 bit Farbartsignal   | 000128                       | 0,27 %                                                   |
| TIFF (.tif, .tiff)                                                             | Gleitkomma             | keine                        | RGB           | 3×32 bit float RGB                           | 000254+                      | 0,000.006... 0,000.012 %                                 |
| Portable Float Map (.pfm, .pbm)                                                | Gleitkomma             | keine                        | RGB           | 3×32 bit float RGB                           | 000254+                      | 0,000.006... 0,000.012 %                                 |
| OpenEXR (.exr)                                                                 | Gleitkomma             | Wavelet, ZIP, RLE und andere | RGB, (CIE)XYZ | 3×16 bit float                               | 000030+                      | 0,049... 0,098 %                                         |
| SMPTE 2084 (Dolby HDR)                                                         | nichtlinear            | keine bis H.265              | RGB           | 3×12 bit PQ basierte EOTF (nichtlinear)      | ca. 31,3                     | 0,23 % (104 cd/m²) 0,48 % (1 cd/m²) 2,28 % (0,01 cd/m²)  |
| Hybrid Log Gamma (HDR-HLG 709, HDR-HLG 2020) Implementierungen: Ultra HDR JPEG | nichtlinear            | keine, JPEG bis H.265        | RGB           | 3×10 bit zusammengesetzte EOTF (nichtlinear) |                              |                                                          |
| Non-HDR: sRGB                                                                  | nichtlinear            | keine, JPEG bis H.265        | RGB           | 3× 8 bit Gamma EOTF (nichtlinear)            | 000011,7                     | 0,89 % (bei 100 %) 3,83 % (bei 3 %) 10 % (bei 0,3 %)     |
| Non-HDR: sRGB                                                                  | nichtlinear            | keine, JPEG bis H.265        | RGB           | 3×10 bit Gamma EOTF (nichtlinear)            | 000013,7                     | 0,22 % (bei 100 %) 0,96 % (bei 3 %) 2,5 % (bei 0,3 %)    |
| Non-HDR: sRGB                                                                  | nichtlinear            | keine, JPEG bis H.265        | RGB           | 3×12 bit Gamma EOTF (nichtlinear)            | 000015,7                     | 0,055 % (bei 100 %) 0,24 % (bei 3 %) 0,63 % (bei 0,3 %)  |
| Non-HDR: sRGB                                                                  | nichtlinear            | keine, JPEG bis H.265        | RGB           | 3×16 bit Gamma EOTF (nichtlinear)            | 000019,7                     | 0,003 % (bei 100 %) 0,015 % (bei 3 %) 0,04 % (bei 0,3 %) |

## Bilderzeugung
HDR-Bilder können auf drei verschiedene Arten erzeugt werden: durch direkte Aufnahme mit Spezialkameras, indirekt aus einer Reihe unterschiedlich belichteter LDR-Bilder oder als künstliche Computergrafik.

### HDR-Kameras
Digitale Bildsensoren mit hohem Dynamikumfang befinden sich in der Entwicklung. Zwar sind bereits einige dieser Produkte auf dem Markt, aber nur wenige umfassende Lösungen verfügbar. Der Preis für professionelle HDR-Kameras bewegt sich im Bereich von 50.000 US-Dollar (2008). Selbst hochwertige Bildsensoren sind jedoch noch nicht in der Lage, den Dynamikumfang beliebiger natürlicher Szenen vollständig abzudecken, insbesondere von Außenaufnahmen an einem sonnigen Tag. Zu den vermarkteten oder entwickelten Produkten zählen:
- Die Viper-Filmstream-Filmkamera des Unternehmens Grass Valley weist mit drei Größenordnungen einen mindestens zehnmal höheren Dynamikumfang als herkömmliche Digitalkameras auf. Diese Kamera erfordert zur Speicherung der Videodaten Festplatten mit hoher Kapazität, was den mobilen Einsatz einschränkt.

- SMaL Camera Technologies und Pixim haben CMOS-Sensoren mit VGA-ähnlicher Auflösung produziert, die Bilder mit einem Dynamikumfang von vier Größenordnungen in Videogeschwindigkeit erfassen können. Einige Hersteller bieten Foto- und Überwachungskameras mit diesen Sensoren an.

- Point Grey Research hat die LadyBug-Kamera („Marienkäfer“) entwickelt, die dank mehrerer Sensoren 75 % der Sphäre gleichzeitig und mit einem Dynamikumfang von über vier Größenordnungen fotografieren kann.

- SpheronVR bietet die SpheroCam HDR an, die einen Zeilen-CCD enthält. Durch die automatische Rotation der Kamera sind Panoramabilder mit einem Dynamikumfang von 5,5 Größenordnungen in hoher Auflösung möglich.

- Die Civetta der Weiss AG bietet ein automatisches Aufnahmeverfahren für vollsphärische HDR-Aufnahmen und erzeugt Bilder, die messtechnisch kalibriert sind, bei einem Dynamikumfang von bis zu 28 Blendenstufen.
- Das Panoramasystem piXplorer 500 von CLAUSS erzeugt messtechnisch kalibrierte HDR-Panoramaaufnahmen mit einer Auflösung von 500 MPixel bei einem Dynamikumfang von 26 Blendenstufen (erweiterte Version: bis zu 36 Blendenstufen).

- Am Institut für Mikroelektronik Stuttgart wurde ein Sensor mit der Bezeichnung HDRC entwickelt, der das menschliche Auge in Empfindlichkeit und Dynamikumfang übertrifft.[26] Der effektive Dynamikumfang beträgt 120 dB bei 50 Bildern pro Sekunde.[27] Dieser Sensor ist Teil eines von Omron angebotenen Entwicklerkits.

- Für die professionelle Fotografie bieten einige Hersteller Kameras mit hohem Dynamikumfang an, etwa die Leica S1 Alpha/Pro, Jenoptik eyelike MF und LEAF c-most. Diese Kameras wurden entwickelt, um professionelle Fotografen, die Filme wegen ihres höheren Dynamikbereiches Digitalbildern vorziehen, zum Umstieg zur Digitalfotografie zu bewegen. Zur Unterdrückung des Bildrauschens werden die Sensoren dieser Kameras aktiv gekühlt.

- Fujifilm entwickelte den Super-CCD-Sensor, der Fotodioden mit unterschiedlicher Lichtempfindlichkeit enthält. Ein Bild mit erweitertem Dynamikbereich kann in einer Aufnahme erzeugt werden, indem die Signale der empfindlichen und der weniger empfindlichen Dioden kombiniert werden. Der Sensor hat eine geringere effektive Bildauflösung als herkömmliche Bildsensoren. Außerdem wird nur die maximal erfassbare Leuchtdichte erhöht; Kontraste in Schattenbereichen werden nicht verbessert. Der Sensor ist in mehreren semiprofessionellen Kameras der Finepix-Serie eingebaut.

Neben diesen Produkten zur direkten Aufnahme von HDR-Bildern gibt es Kameras für den Amateur- und semiprofessionellen Markt, die automatisch HDR- oder dynamikkomprimierte LDR-Bilder aus mehreren Aufnahmen mit unterschiedlichen Belichtungseinstellungen erzeugen können (siehe nächster Abschnitt). Hierzu reicht ein herkömmlicher Bildsensor aus. Als erste Kompaktkamera bot die Ricoh CX1 im März 2009 diese Funktion in Form eines Doppelbelichtungsmodus zur „Erhöhung des Dynamikumfangs“ an.

### Erzeugung aus Belichtungsreihen
Mit etwas Aufwand ist es möglich, auch mittels herkömmlicher Digitalkameras HDR-Bilder zu erzeugen. Dabei wird von der Szene eine Belichtungsreihe aufgenommen, bei der jede Bildregion in mindestens einem der Einzelbilder korrekt belichtet wird. Die Einzelbilder werden anschließend per Software zu einem HDR-Bild kombiniert. Wichtig ist dabei, dass sich das Motiv zwischen den einzelnen Aufnahmen nicht bewegt. Obwohl es bis zu einem gewissen Grad möglich ist, Verwacklungen nachträglich zu korrigieren, wird die Verwendung eines Fotostativs empfohlen.
Damit aus der Belichtungsreihe korrekte Helligkeitsdaten berechnet werden, sind die Lichtwerte der Einzelbilder (oft ohnehin in den Exif-Einträgen der Bilddateien gespeichert) sowie die opto-elektronische Übertragungsfunktion der Kamera erforderlich. Da die Übertragungsfunktion von den meisten Herstellern nicht veröffentlicht wird, sollte sie selbst ermittelt werden, idealerweise anhand einer Kalibrierungsszene mit möglichst vielen Grautönen. Nach der Erzeugung des HDR-Bildes sollte die Linsenstreuung (Lens Flare) der Kamera herausgefiltert werden, um übermäßige Lichtstreuungen im Bild zu vermeiden.

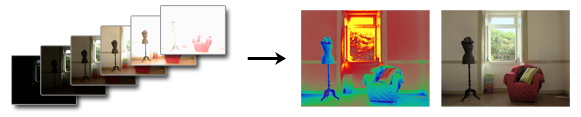
Aus einer Belichtungsreihe wird ein HDR-Bild erzeugt. Durch Tone Mapping wird aus dem HDR-Bild ein Bild für normale LDR-Displays erzeugt, das alle Details der dunklen und der hellen Bildregionen enthält (links: Belichtungsreihe, Mitte: HDR-Bild in Falschfarbendarstellung, rechts LDR-Bild nach Tone Mapping)

Ein besonderes Problem mit fotografischen Techniken stellt die korrekte Aufnahme der direkt sichtbaren oder reflektierten Sonne dar, da es hier selbst bei kleinster Blende und Belichtungszeit zu massiven Überbelichtungen kommt. Die korrekte Leuchtdichte der Sonne kann mit Hilfe eines Neutraldichtefilters oder indirekt durch unterschiedliche Beleuchtungen einer diffus reflektierenden Kugel ermittelt werden.
Auch von Durchsichtvorlagen wie Dias, Negativen und Filmstreifen können durch mehrfaches Scannen mit unterschiedlichen Belichtungen HDR-Bilder rekonstruiert werden (siehe etwa Multi-Exposure).

### HDR-Rendering

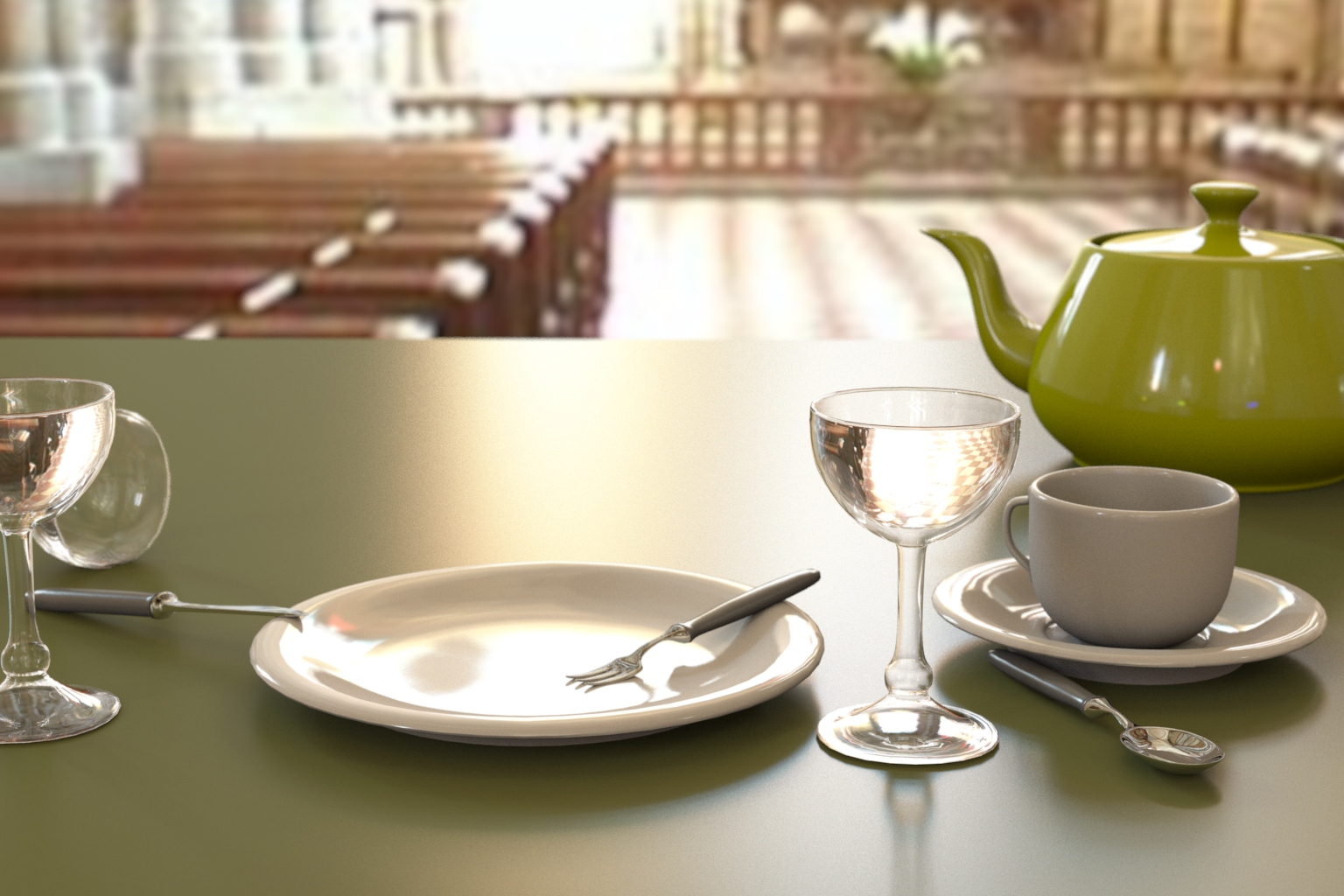
Ein mittels Image-based Lighting gerendertes Bild. Der Hintergrund ist ein die 3D-Szene umschließendes HDR-Bild, das die künstlich modellierten Objekte im Vordergrund beleuchtet.

Neuere Grafikkarten unterstützen das hardwarebasierte Echtzeitrendern mit hohem Dynamikumfang, oft High Dynamic Range Rendering (HDRR) genannt. Dies ist besonders bei Computerspielen sinnvoll, bei denen der Spieler oft zwischen dunklen und hellen Szenen wechselt. Auch Grafikeffekte wie Linsenstreuung wirken mit HDRR realistischer. Die erreichbare Präzision und der Dynamikumfang sind durch die zur Verfügung stehende Rechenleistung beschränkt.
Eine wichtige Technik bei der Bildsynthese ist das Image-based Lighting (IBL). Hierbei wird eine 3D-Szene durch ein omnidirektionales Bild der Umgebung als HDR-Image beleuchtet.

## Darstellung

### HDR-Ausgabegeräte
Diffus reflektierende Drucke sind prinzipiell LDR, da die maximale Helligkeit von der Umgebungsbeleuchtung abhängt. Um HDR-Bilder in Druckmedien darzustellen, müsste lichtemittierendes Papier erfunden werden. Es wäre allenfalls denkbar, Blendeffekte hinzuzufügen, um wie in der Malerei die Illusion eines helleren Lichtes zu erzeugen, als durch das Medium dargestellt werden kann. Möglich ist auch die Aufnahme gedruckter Bilder durch eine Kamera und anschließende Rückprojektion auf das Bild (siehe Superimposing Dynamic Range). Folien und fotografische Filme besitzen zwar einen (möglicherweise bis zu zehnmal) höheren Dynamikumfang als Drucke, sind aber in der Anwendung problematisch.
Kathodenstrahlröhrenbildschirme besitzen technisch gesehen einen hohen Dynamikumfang, weil sie zur Darstellung sehr geringer, nicht mehr wahrnehmbarer Helligkeiten fähig sind. In der Praxis ist dies jedoch irrelevant, da ihre maximale Leuchtdichte zu gering ist, als dass HDR-Bilder mit der erwünschten Wirkung angezeigt werden könnten. Herkömmliche Flüssigkristallbildschirme hingegen sind zwar zur Darstellung hoher Helligkeiten in der Lage, allerdings ist die Lichtstreuung in benachbarte Pixel recht hoch, was den effektiven Dynamikumfang begrenzt.
Erste Prototypen von HDR-Anzeigegeräten existieren spätestens seit 2004. Dazu gehört der HDR-Bildschirm DR37-P von BrightSide Technologies (vormals Sunnybrook Technologies, mittlerweile von Dolby übernommen). Bei diesem Bildschirm handelt es sich um einen Flüssigkristallbildschirm (LCD), der nicht von einer gleichmäßigen Lichtquelle, sondern von einer Matrix aus Leuchtdioden mit individuell regelbarer Helligkeit beleuchtet wird. Bilddetails werden vom LC-Bildschirm angezeigt, während die großen Helligkeitsunterschiede durch die Leuchtdioden moduliert werden. Die Leuchtdioden-Matrix kann eine geringe Auflösung besitzen, da Helligkeitsunterschiede in der Nähe heller Pixel ohnehin durch die Punktspreizfunktion des Auges maskiert werden. Die Helligkeit des Bildschirms reicht von 0,015 bis 3000 cd/m²; damit beträgt der Kontrastumfang etwa 200.000:1.
Weitere Entwicklungen von HDR-Ausgabegeräten sind vor allem im Digitalkinobereich zu finden. Die meisten digitalen Projektionssysteme für Kinos basieren auf dem Digital Micromirror Device von Texas Instruments, einem Mikrospiegelaktor. Dabei handelt es sich um eine hochauflösende Matrix aus elektronisch gesteuerten Spiegeln, die Licht entweder auf eine Leinwand oder auf einen Absorber spiegeln können. Helligkeitsabstufungen entstehen durch Pulsweitenmodulation. Der praktische Dynamikumfang kommerzieller Mikrospiegelaktoren liegt bei etwa 500:1.

### Tone Mapping

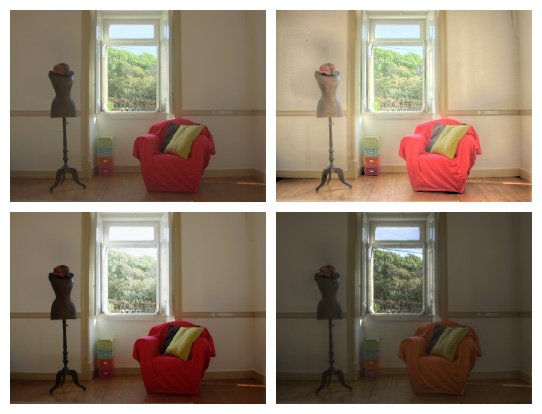
Ein HDR-Bild nach Anwendung vier verschiedener Tone-Mapping-Operatoren

Unter Tone Mapping, auch Tone Reproduction genannt, versteht man die Umwandlung eines HDR-Bildes in ein LDR-Bild, indem der Kontrastumfang verringert wird. Dies ist notwendig, um ein HDR-Bild angenähert auf einem herkömmlichen Anzeigegerät oder Medium darstellen zu können. Der naturgetreue Kontrasteindruck geht dabei verloren. Umso wichtiger ist es, die besonderen Eigenschaften des HDR-Bildes, etwa den Detailreichtum in dunklen und hellen Bildregionen, so gut wie möglich beizubehalten. Tone-Mapping-Operatoren sind üblicherweise darauf abgestimmt, möglichst natürlich wirkende oder detailreiche Resultate zu erzeugen. Manche HDR-Software enthält jedoch auch Operatoren, die dem Anwender einen künstlerischen Spielraum lassen.
Man unterscheidet verschiedene Arten von Tone-Mapping-Operatoren. Die einfachsten Verfahren verarbeiten jedes Pixel unabhängig. Diese globalen Tone-Mapping-Operatoren sind vergleichsweise schnell und eignen sich daher für Anwendungen, bei denen das Tone Mapping in Echtzeit stattzufinden hat. Sogenannte lokale oder frequenzbasierte Operatoren sind in der Lage, Bilder mit einem besonders großen Kontrastumfang ohne übermäßigen Detailverlust zu komprimieren. Hierbei werden Bildregionen mit hohem Kontrast stark, Regionen mit geringem Kontrast weniger stark komprimiert. Derartige Verfahren erfordern besondere Techniken, um Bildartefakte wie Halos zu vermeiden. Schließlich gibt es noch gradientenbasierte Verfahren, die die Helligkeitsgradienten des HDR-Bildes abschwächen.
Dass viele Tone-Mapping-Operatoren auf Erkenntnissen über die visuelle Wahrnehmung basieren, liegt nicht zuletzt daran, dass der Mensch selbst das Tone-Mapping-Problem scheinbar mühelos löst. So können Operatoren beispielsweise die helligkeitsabhängige Farb- und Schärfewahrnehmung simulieren, was besonders bei Nachtszenen zu realistischeren Ergebnissen führt. Das neuere iCAM06-Modell berücksichtigt eine Vielzahl von Effekten der menschlichen Wahrnehmung. Viele Tone-Mapping-Operatoren setzen absolute Helligkeitswerte voraus.

### Ästhetische Gesichtspunkte

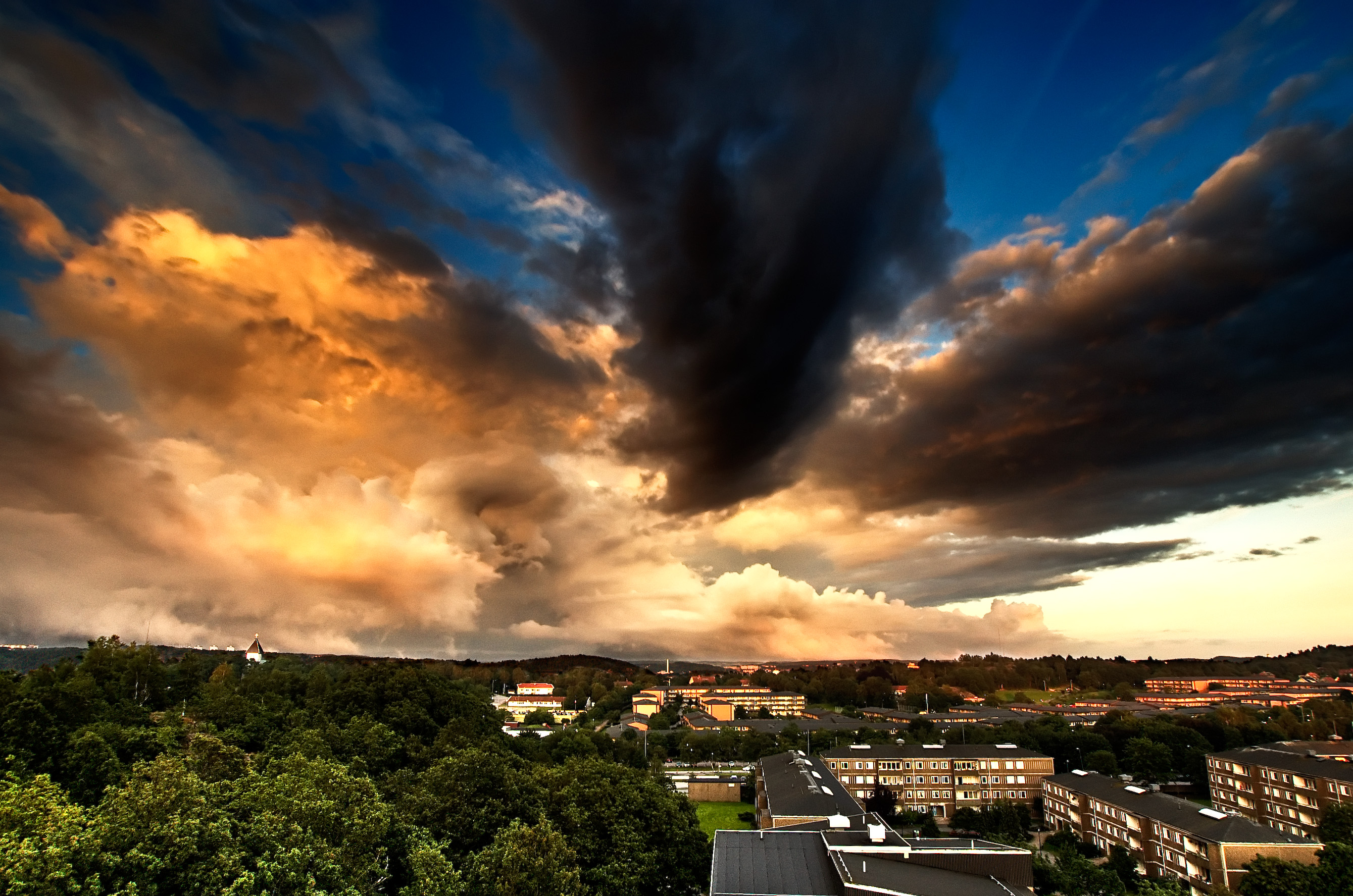
Beispiel für eine künstlerische Anwendung des Tone Mappings

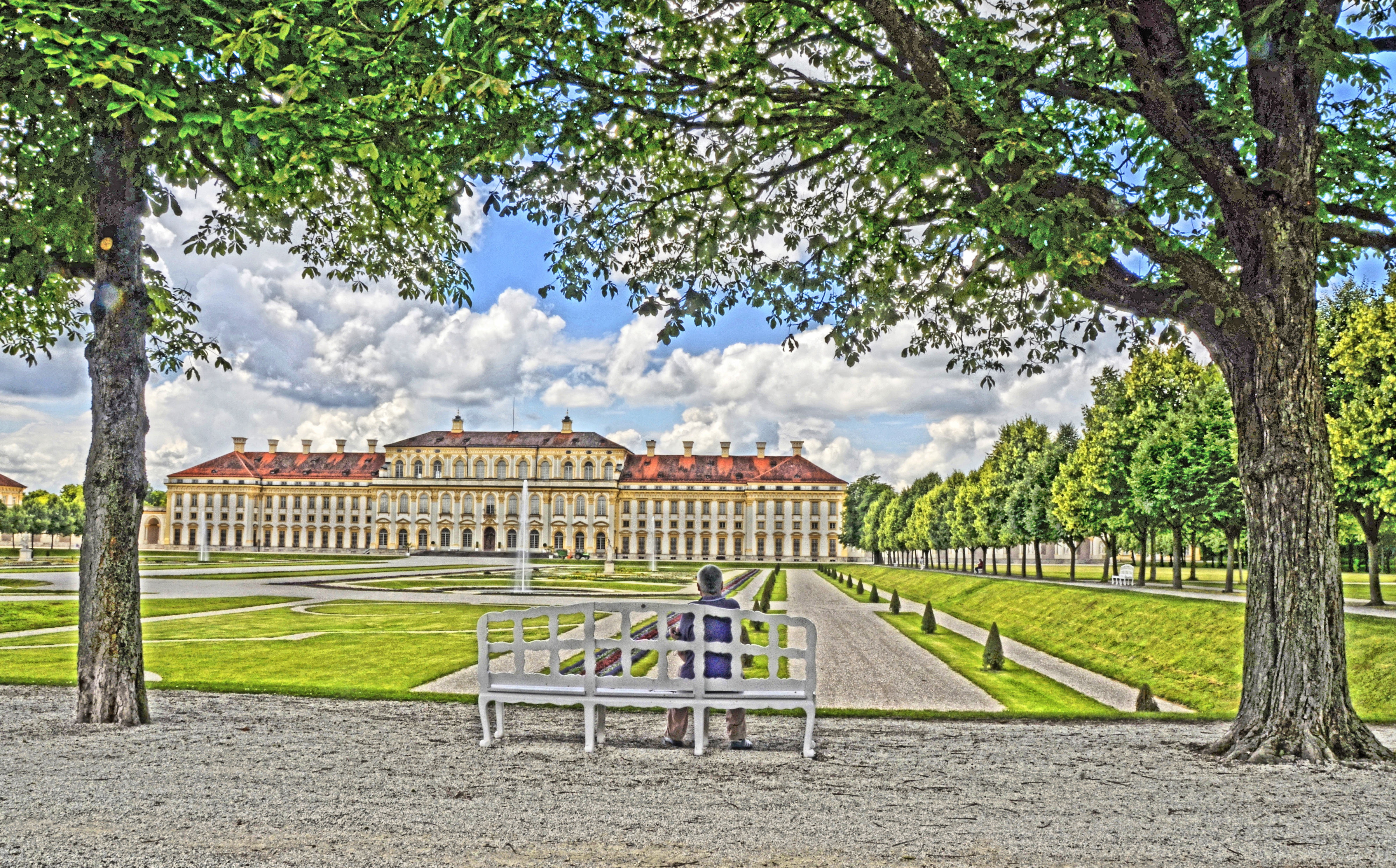
Beispiel für eine missbräuchliche Anwendung des Tone Mappings (Pseudo-HDR aus einem Bild ohne Belichtungsreihe)

Ein Problem bei der Darstellung von HDR-Bildern sind Haloartefakte, die häufig beim Tone Mapping mit einfachen lokalen Tone-Mapping-Algorithmen entstehen. Moderne Tone-Mapping-Operatoren vermeiden derartige Artefakte; physiologisch basierte Operatoren wie iCAM06 liefern auch bei schwierigen Lichtverhältnissen plausible Ergebnisse.
Einige HDR-Programme enthalten Tone-Mapping-Operatoren, die dem Benutzer absichtlich eine große Freiheit bei Parametereinstellungen lassen. Erik Reinhard kritisiert, dass dies den Benutzer dazu verleite, Tone Mapping als Effektmittel zu missbrauchen. Halos, merkwürdige Kontraste und zu gesättigte Farben, die eigentlich von Unzulänglichkeiten des verwendeten Tone-Mapping-Algorithmus herrühren, würden von einigen Anwendern als künstlerische Effekte missverstanden. Dadurch entstünde der falsche Eindruck, HDRI sei mit einem bestimmten „Stil“ verbunden. Christian Bloch ermutigt zwar zur kreativen Nutzung von Tone-Mapping-Operatoren, empfiehlt aber, das Resultat „impressionistische Fotografie“ oder „Hyperrealismus“, nicht aber irreführend „HDRI“ zu nennen.

### Abgrenzung vom Exposure Blending
Unter den Bezeichnungen Exposure Blending, Exposure Fusion, „Dynamic Range Increase“ oder „Pseudo-HDR“ wurden Methoden vorgestellt, die unterschiedlich belichtete Bilder ausschließlich per Bildbearbeitung zusammenfügen, um über- und unterbelichtete Bereiche zu vermeiden. Exposure-Blending-Techniken haben jedoch nichts mit HDRI zu tun, da sie keinerlei HDR-Daten verarbeiten. Im Idealfall ist die Qualität der per Exposure Blending erzeugten Bilder mit denen des HDRI-Prozesses vergleichbar.

## Software
→ Siehe auch: Liste von HDRI-Software unter HDR-Software
HDR-Bilder werden in unterschiedlichem Maße von vollwertigen Bildbearbeitungsprogrammen unterstützt. Adobe Photoshop unterstützt ab der Version CS 2 den Import/Export sowie das Generieren von HDR-Bildern, bietet aber erst in folgenden Versionen Unterstützung für einige Malwerkzeuge und Filter. Das quelloffene CinePaint, eine für die Kinofilmproduktion überarbeitete Version des GIMP, kann ebenfalls mit HDR-Bildern umgehen.
Zudem existieren Programme, die sich auf die Anzeige, Generierung oder das Tone Mapping von HDR-Bildern spezialisiert haben. Zu den bekanntesten zählen die kommerziellen Anwendungen FDRTools Advanced und Photomatix, die Freeware-Programme Picturenaut, Photosphere und FDRTools Basic sowie die freie Software Luminance HDR.

## 360°-HDR-Panoramen
360°-HDR-Panoramen kombinieren die Vorteile der Hochkontrastbildverarbeitung (HDR) mit der Möglichkeit, vollständige Rundumansichten zu erstellen. Bei dieser Technik werden mehrere Aufnahmen mit unterschiedlichen Belichtungen erstellt, die zu einem Bild mit hohem Dynamikumfang kombiniert werden. Diese HDR-Bilder werden dann nahtlos zu einem sphärischen Panorama zusammengefügt.

### Ausrüstung und Software
Die Erstellung von 360°-HDR-Panoramen erfordert spezielle Ausrüstung und Software. Eine DSLR- oder spiegellose Kamera, oft montiert auf einem speziellen Panorama-Stativkopf, wird für die Aufnahme der Bilder verwendet. Für die Nachbearbeitung und das Zusammenfügen der Bilder wird spezielle Software wie PTGui oder Kolor Autopano genutzt.

### Anwendungsgebiete
Diese Technik findet breite Anwendung in verschiedenen Branchen:
- Architekturvisualisierung: Darstellung von Innenräumen und Gebäuden mit realistischen Lichtverhältnissen.

- Virtuelle Touren: Ermöglicht interaktive Rundgänge in Immobilien, Museen oder touristischen Attraktionen.
- Produktfotografie: Detaillierte und immersive Darstellung von Produkten.
- Filmproduktion und Videospiele: Schaffung realistischer Umgebungen und Hintergründe.

### Herausforderungen
Die Erstellung von 360°-HDR-Panoramen ist technisch anspruchsvoll und erfordert sowohl präzise Aufnahmetechniken als auch fortgeschrittene Nachbearbeitung, um Belichtungsunterschiede und Nahtstellen zu vermeiden.